# Baix Bidasoa
Baix Bidasoa (en euskera: Bidaso Beherea), o Bidasoaldea és una comarca de la província de Guipúscoa, al País Basc. És la comarca més petita de Guipúscoa amb 71,6 km² i està situada al nord-est, limitant amb Iparralde (Hendaia i Biriatu) a l'est, amb Navarra (Bortziri) al sud, amb la comarca de Sant Sebastià a l'oest i amb el mar Cantàbric al nord.
Està formada pels municipis d'Irun i Hondarribia. Posseïx una població aproximada de 75.000 habitants. Geogràficament es correspon al marge esquerre del curs baix del riu Bidasoa, així com al marge esquerre de la Badia de Txingudi, on desemboca dit riu. La història i idiosincràsia de la comarca està marcada per la seva condició fronterera entre Espanya i França (antigament entre Castella, França i Navarra). Actualment està tendint a estrènyer llaços amb la veïna localitat d'Hendaia situada en l'altra riba de la badia, formant la comarca transfronterera de Bidasoa-Txingudi.
| # | Municipi     | Alcalde                      | Partit Polític | Població | % Població | Territori km² |
| - | ------------ | ---------------------------- | -------------- | -------- | ---------- | ------------- |
| 1 | Hondarribia  | Aitor Kerejeta Cid           | PNB            | 15.940   | 21,1       | 28,63         |
| 2 | Irun         | José Antonio Santano Clavero | PSE-EE         | 59.557   | 78,9       | 42,40         |
|   | Baix Bidasoa |                              |                | 75.497   | 100        | 71,03         |